# Arseni Borissowitsch Roginski

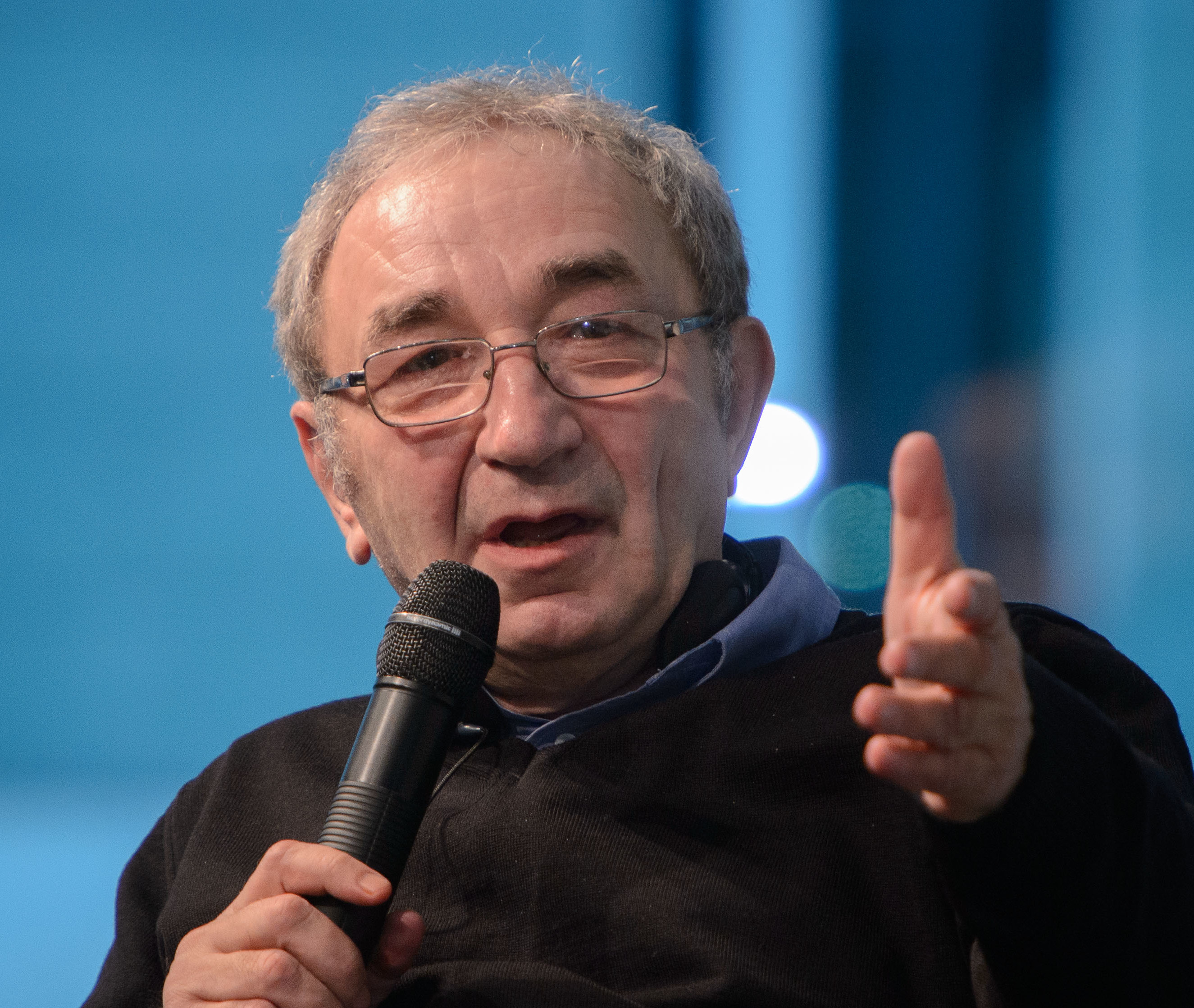
Arseni Roginski (2014)

Arseni Borissowitsch Roginski (russisch Арсений Борисович Рогинский; geboren am 30. März 1946 in Welsk, Oblast Archangelsk, Russische SFSR, Sowjetunion; gestorben am 18. Dezember 2017 in Herzlia bei Tel Aviv, Israel) war ein russischer Historiker und Menschenrechtler.

## Leben
Roginskis Vater war ein in den Gulag verbrachter Ingenieur aus Leningrad. Roginski machte seinen Abschluss an der Historisch-Philologischen Fakultät der Universität Tartu im Jahr 1968. Er arbeitete als Bibliograph und Schullehrer für russische Sprache und Literatur. Als Wissenschaftler untersuchte er die Geschichte der Sowjetunion, insbesondere in den 1920er Jahren. Detailliert befasste er sich mit der Vernichtung der Partei der Sozialrevolutionäre durch die Bolschewiki.
Von 1975 bis 1981 veröffentlichte er im Samisdat, seit 1978 auch im Ausland. Er war Herausgeber der Untergrundzeitschrift Pamjat (Память – Gedächtnis). Der Abschiebung nach Israel verweigerte er sich. Am 12. August 1981 wurde er verhaftet und aufgrund einer falschen Anschuldigung zu vier Jahren Freiheitsentzug verurteilt. Als letztes Wort vor Gericht hielt er die Rede „Die Lage des Historikers in Russland“ (veröffentlicht in der Pariser Zeitung Russkaja Mysl, in deutscher Übersetzung erschienen in Kontinent, Nr. 23). Seine Haftstrafe musste er vollständig verbüßen. Seit 1985 in Freiheit, wurde er 1992 vollständig rehabilitiert.
1988 war Roginski Gründungsmitglied der Gesellschaft Memorial, die sich für Menschenrechte und Aufarbeitung der Geschichte des Stalinismus einsetzt. Mit anderen nahm er für Memorial den Lew-Kopelew-Preis für Frieden und Menschenrechte in Köln entgegen. Am 16. Februar 2010 wurde er mit dem Verdienstkreuz 1. Klasse der Bundesrepublik Deutschland ausgezeichnet.
Zwischen 1999 und 2008 war Roginski Mitglied der internationalen sogenannten Max-Jakobson-Kommission, die auf Initiative des damaligen estnischen Staatspräsidenten Lennart Meri gebildet worden war, um die Verbrechen des Sowjetkommunismus und Nationalsozialismus in Estland aufzuarbeiten. Die Kommission gab dazu mehrere Berichte heraus.

## Schriften (Auswahl)
- mit Jörg Rudolph, Frank Drauschke, Anne Kaminsky (Hrsg.): Erschossen in Moskau …: Die deutschen Opfer des Stalinismus auf dem Moskauer Friedhof Donskoje 1950–1953. 3. Auflage. Metropol Verlag, Berlin 2008, ISBN 978-3-938690-14-7.
- Nach der Verurteilung: Der Donskoe-Friedhof und seine österreichischen Opfer. In: Stefan Karner, Barbara Stelzl-Marx (Hrsg.): Stalins letzte Opfer: Verschleppte und erschossene Österreicher in Moskau 1950–1953. Band 5. Böhlau Verlag, Wien 2009, ISBN 978-3-486-58936-8.
- Fragmentierte Erinnerung: Stalin und der Stalinismus im heutigen Russland. In: Osteuropa. Band 1, 2009 (Online [PDF; 86 kB; abgerufen am 20. September 2021]).
- Erinnerung und Freiheit: Die Stalinismus-Diskussion in der UdSSR und Russland. In: Osteuropa. Band 4, 2011 (Online [PDF; 137 kB; abgerufen am 20. September 2021]).
- Чем Сталин жив? („Wie Stalin weiterlebt“). In: Континент (Kontinent). Nr. 138, 2008 (russisch, magazines.russ.ru).
- mit Nikita Petrov: The “Polish operation” of the NKVD, 1937–1938. In: Barry McLoughlin, Kevin McDermott (Hrsg.): Stalin’s terror. High politics and mass repression in the Soviet Union. Palgrave Macmillan, New York 2003, ISBN 1-4039-0119-8, S. 153–172 (englisch).